# フルーchu・タルト
『フルーchu♥タルト』（ふるーちゅ たると）は、2004年9月8日にスターチャイルドよりリリースされた小倉優子の1stアルバム。

## 解説
- タイトルは小倉優子自身の命名。理由は「フルーツタルトのフルーツのように、すっぱかったり甘かったり赤かったり青かったりいろーんな味が楽しめて、そしておいちーい」から。
- 初回限定盤は「ビタミンLOVE」「Lovin' You」のPVを収録したDVDと別冊写真集付き。
- オリコン初登場24位を記録。

## 収録曲
1. ビタミンLOVE （作詞：ma-saya、作曲：M-Rie、編曲：清水俊也）
2. だいじょうぶ… （作詞：久和カノン、作曲：ハマモトヒロユキ、編曲：上杉洋史）
3. 永遠ラブリン(∂∇<)/ （作詞・作曲：志倉千代丸、編曲：磯江俊道）
4. Lovin’ You （作詞：MIKIKO、作曲・編曲：清水俊也）
5. ウキウキりんこだプー （作詞・作曲：志倉千代丸、編曲：磯江俊道）
6. 夢の絵日記 （作詞：村上明彦、作曲・編曲：東京バナナボーイズ）
7. 恋のシュビドゥバ （作詞・作曲：志倉千代丸、編曲：磯江俊道）
8. まっしろ （作詞：小倉優子、作曲・編曲・演奏：MagnumBOWL⑧）
9. 夢が叶うように 〜ミーラポーマキキレーチェ〜 （作詞：小倉優子・兎夢、作曲：崎谷健次郎、編曲：上杉洋史）
10. ふたり… （作詞：小倉優子・兎夢、作曲：山口由子、編曲：清水俊也）
11. 想い出の雪見だいふく (Bonus Track) （作詞：村上明彦・堀内有為子・大井佳代子、作曲・編曲：東京バナナボーイズ）

## 参加ミュージシャン
- Keyboards：清水俊也（#1・4・10）、上杉洋史（#2・9）
- Programming：周藤寿和（#1・2・4・9・10）、磯江俊道（#3・5・7）
- Guitars：前田智之（#1・4）、鈴木英俊（#2・9）、梶原順（#5）
- Chorus：藤弥美里（#1・2・3・4・5・7・9）、尾形聡子（#5）